# Papa Urbano VII
Urbano VII (em latim: Urbanus VII), nascido Giovanni Battista Castagna; (Roma, 4 de agosto de 1521 – Roma, 27 de setembro de 1590) foi o Papa da Igreja Católica e Soberano dos Estados Papais de 15 de setembro de 1590 até a data de sua morte, num curtíssimo pontificado de apenas doze dias.

## Biografia

### Início da vida
Giovanni Battista Castagna nasceu em Roma em 1521 em uma família nobre, filho de Cosimo Castagna de Gênova e Costanza Ricci Giacobazzi de Roma.
Castagna estudou em universidades de toda a Itália e obteve um doutorado em direito civil e direito canônico quando terminou seus estudos na Universidade de Bolonha. Logo depois, tornou-se auditor do tio, cardeal Girolamo Verallo, a quem acompanhou como datário de uma legação papal na França. Ele atuou como advogado constitucional e ingressou na Cúria Romana durante o pontificado do Papa Júlio III como referendário da Assinatura Apostólica. Castagna foi escolhido para ser o novo arcebispo de Rossano em 1 de março de 1553, e rapidamente receberia todas as ordens menores e maiores que culminavam em sua ordenação ao sacerdócio em 30 de março de 1553 em Roma. Ele então recebeu consagração episcopal um mês depois na casa do cardeal Verallo.
Ele serviu como governador de Fano de 1555 a 1559 e mais tarde serviu como governador de Perugia e Úmbria de 1559 a 1560. Durante o reinado do Papa Pio IV, ele estabeleceu satisfatoriamente uma longa disputa de fronteira entre os habitantes de Terni e Spoleto. Castagna mais tarde participaria do Conselho de Trento de 1562 a 1563 e atuou como presidente de várias congregações conciliares. Ele foi nomeado Núncio Apostólico na Espanha em 1565 e serviu lá até 1572, renunciando ao cargo de arquidiocese um ano depois. Ele também serviu como governador de Bolonha de 1576 a 1577. Entre outras posições, ele foi o Núncio Apostólico em Veneza de 1573 a 1577 e serviu também como o Legado Papal de Flandres e Colônia de 1578 a 1580.
O Papa Gregório XIII o elevou ao cardeal em 12 de dezembro de 1583 e foi nomeado cardeal-sacerdote de São Marcelo.

## Papado

### Eleição
Após a morte do Papa Sisto V, um conclave foi convocado para eleger um sucessor. Fernando I, Grão-Duque da Toscana havia sido nomeado cardeal aos catorze anos de idade, mas nunca foi ordenado ao sacerdócio. Aos trinta e oito anos, ele renunciou ao cardeal após a morte de seu irmão mais velho, Francisco I de Médici, em 1587, a fim de obter o título. (Havia suspeitas de que Francisco e sua esposa morreram de envenenamento por arsênico depois de jantar no Villa Medici de Fernando, embora uma história tenha Fernando como o alvo pretendido de sua cunhada.) A política externa de Ferdinando tentou libertar a Toscana do domínio espanhol. Consequentemente, ele se opôs à eleição de qualquer candidato apoiado pela Espanha. Ele convenceu o cardeal Alessandro Peretti di Montalto, sobrinho-neto de Sisto V a mudar seu apoio do cardeal Marco Antonio Colonna, que trouxe o apoio dos cardeais mais jovens nomeados pelo falecido Sisto.
Castagna, diplomata experiente de moderação e retidão comprovada, foi eleito papa em 15 de setembro de 1590 e selecionou o nome pontifício "Urbano VII".

### Atividades
A curta passagem de Urbano VII no cargo deu origem à primeira proibição pública conhecida de fumar do mundo, pois ele ameaçava excomungar qualquer um que "tomasse tabaco na varanda ou dentro de uma igreja, seja mastigando, fumando com cachimbo ou cheirando em pó pelo nariz".
Urbano VII era conhecido por sua caridade para com os pobres. Ele subsidiou padeiros romanos para poderem vender pão a baixo custo e restringiu os gastos em itens de luxo para os membros de sua corte. Ele também subsidiou projetos de obras públicas nos Estados papais. Era estritamente contra o nepotismo e ele o proibiu na Cúria Romana.

## Morte
Urbano VII morreu em 27 de setembro de 1590, pouco antes da meia-noite, de malária em Roma. Ele foi enterrado no Vaticano. A oração fúnebre foi entregue por Pompeo Ugonio. Seus restos mortais foram posteriormente transferidos para a igreja de Santa Maria sopra Minerva em 21 de setembro de 1606.
Sua propriedade foi avaliada em 30 mil escudos e foi legada à Arquiconfraria da Anunciação para ser usada como dote para meninas pobres.